# Charita Ostrava
Charita Ostrava je nezisková humanitární organizace zřizovaná podle Kodexu kanonického práva (kánon 114, 116) jakožto církevní právnická osoba. Je součástí Charity Česká republika a Diecézní charity ostravsko-opavské.

## Činnost
Posláním charity je pomáhat lidem, kteří se ocitli v sociální, zdravotní nebo jiné nouzi, a to bez ohledu na vyznání, rasu nebo národnost.  